# زبيغنيف ستوبووكوفسكي
زبيغنيف ستوبووكوفسكي (بالبولندية: Zbigniew Stypułkowski) (26 مارس 1904 – 30 مارس 1979) كان محاميًا وسياسيًا بولنديًا، وأحد أعضاء مجلس الوحدة الوطنية، وهي الهيئة التمثيلية العليا لحكومة بولندا السرية خلال الاحتلال النازي والسوفيتي.

## نشاطه السياسي
برز ستوبووكوفسكي كأحد الوجوه البارزة في المعارضة البولندية خلال الحرب العالمية الثانية. كان منخرطًا في حكومة بولندا السرية التي عملت في الخفاء ضد الاحتلال الألماني، ثم السوفيتي لاحقًا.
شغل منصب عضو في مجلس الوحدة الوطنية، الذي كان يُعدّ الهيئة التشريعية العليا للدولة السرية البولندية التي دعمت الحكومة البولندية في المنفى.

## محاكمته في موسكو
في عام 1945، اُعتقل ستوبووكوفسكي مع خمسة عشر قياديًا آخر من الحركة البولندية المناهضة للسوفييت، فيما عُرف لاحقًا باسم محاكمة الستة عشر. وقد أُخذوا إلى موسكو وحوكموا من قبل السلطات السوفيتية بتهم تتعلق بـ "التآمر ضد الاتحاد السوفيتي"، في محاكمة أثارت تنديدًا دوليًا واعتُبرت مثالًا على القمع السوفيتي للنخب السياسية في أوروبا الشرقية.
حُكم عليه بالسجن لعدة سنوات، لكنه أُطلق سراحه لاحقًا بعد انتهاء الحرب، وانتقل إلى المملكة المتحدة حيث واصل العمل السياسي والنشاط الفكري.

## لاحقًا
بعد استقراره في المنفى، واصل ستوبووكوفسكي الدفاع عن القضية البولندية، وكتب مذكرات وشارك في جهود فضح الانتهاكات السوفيتية ضد المعارضين البولنديين. توفي في 30 مارس 1979.

## مؤلفاته
كتب مذكرات مهمة حول محاكمته وتجربته في السجون السوفيتية بعنوان Invitation to Moscow نُشرت لاحقًا في لندن.